# Gaston Cherpillod
Gaston Cherpillod, né le 24 octobre 1925 à Lausanne et mort le 9 octobre 2012, est un romancier et poète suisse.

## Biographie
Né d'un père ouvrier, tailleur de pierres pour l'horlogerie et d'une mère servante de ferme, Gaston Cherpillod entreprend des études universitaires dans la capitale vaudoise et obtient une licence ès lettres en 1950. 
Il publie d'abord des recueils de poèmes, puis des autobiographies lyriques, enfin des essais et des romans. En déclarant qu'il conçoit « l'écriture comme un martyre, c'est-à-dire un témoignage arraché au scribe par la violence sociale ou métaphysique », il qualifie son œuvre de dérangeante, parce qu'elle dit avec virulence les expériences familiales et scolaires, politiques et pédagogiques, amoureuses et littéraires. Par exemple, dans Le Chêne brûlé, Gaston Cherpillod retrace une enfance et une adolescence marquées par l'exploitation imposée au prolétariat dans l'entre-deux-guerres. L'œuvre de Cherpillod témoigne également de l'engagement intellectuel et politique de son auteur : membre du Parti suisse du travail en 1953, avec lequel il rompt en 1959, il est conseiller communal (législatif) à Lausanne de 1954 à 1956, puis à Renens de 1978 à 1985 (Union progressiste). Il est candidat au Conseil d'État en 1986 sur la liste Alternative socialiste verte.
Enseignant le latin et le grec, il a été suspendu de l'enseignement secondaire vaudois en raison de son appartenance au Parti ouvrier populaire. Sa situation d'enseignant est évoquée au Grand Conseil du canton de Vaud à la suite d'une interpellation du député André Martin le 5 décembre 1955 et débattue lors d'une séance le 22 février ainsi que le 28 février 1956. 
Il quitte le canton de Vaud pour habiter au Locle puis, en 1957 dans le sud de la France.
Gaston Cherpillod reçoit à deux reprises le Prix Schiller (1976 et 1986), et le Prix des écrivains vaudois (1992). En 2002, Gaston Cherpillod publie Contredits, et en 2005 Main tendue poing fermé aux Éditions de L'Âge d'Homme. À la fin de sa vie, il a vécu dans le village du Lieu.

## Listes de publications

### Prose
- 1969 : Le chêne brûlé, Éditions de l'Aire
- 1970 : Mister Man, conte philosophique, Éd. Cedips
- 1970 : Promotion Staline, pamphlet, Éditions L'Âge d'Homme
- 1971 : Alma Mater, récit, Éd. l'Âge d'Homme
- 1972 : Le Gour noir, contes, Éd. l'Âge d'Homme
- 1972 : Le collier de Schanz, roman, Éd. l'Âge d'Homme
- 1977 : La Bouche d'ombre, récit, Éd. l'Âge d'Homme
- 1981 : Les Changelins, roman, Éd. l'Âge d'Homme
- 1985 : La Nuit d'Elne, récits, Éd. l'Âge d'Homme
- 1988 : Une Écrevisse à pattes grêles, récits, Éd. l'Âge d'Homme
- 1989 : Album de Famille, croquis, Éd. l'Âge d'Homme
- 1991 : Jules Vallès, Peintre d'Histoire, essai, Éd. L'Âge d'Homme
- 1993 : Le Collier de Schanz, collection Poche Suisse, No 121, L’Âge d’Homme
- 1995 : Le Gour noir, Éditions de l'Aire
- 1995 : Le maître des roseaux, Éditions L'Âge d'homme
- 1998 : Le cloche de minuit et autres contes, Éditions de l'Aire
- 1998 : La langue et le politique, Éditions de L'Aire
- 2002 : Contredits, Éditions L'Âge d'Homme
- 2004 : Une écrevisse à pattes grêles, récits, Éditions L'Âge d'homme
- 2005 : Main tendue poing fermé, Éditions L'Âge d'Homme
- 2008 : D'un ciel bleuâtre, Éditions L'Âge d'homme
- 2012 : Nuances non couleurs, Hélice Hélas Éditeur  (ISBN 978-2-9700766-5-0)

### Poésie
- 1965 : Agreste Agression, Éd. La Tour de Feu
- 1968 : Retour ni consigne, Éd. Fernand Parisod
- 2001 : Idées et formes fixes, Éditions L'Âge d'Homme

### Théâtre
- 1972 : Les Avatars de Juste Palinod, Éd. Euréka

## Sources
- « Gaston Cherpillod », sur la base de données des personnalités vaudoises sur la plateforme « Patrinum » de la Bibliothèque cantonale et universitaire de Lausanne.
- P.-O. Walzer, Dictionnaire des littératures suisses, p. 76
- A. Nicollier, H.-Ch. Dahlem, Dictionnaire des écrivains suisses d'expression française, vol. 1, p. 217-219
- H.-Ch. Dahlem, Sur les pas d'un lecteur heureux, p. 112
- Histoire de la littérature en Suisse romande, sous la dir. de R. Francillon, vol. 3, p. 433-444
- Georges Anex, Le Magazine littéraire, no 141, octobre 1978, p. 85
- 24 Heures, 2001/11/28 & 2003/06/21, p. 28, & Jean-Louis Kuffer, 2003/02/04 & 2008/01/28 p. 32 avec photographie
- Livre d'or du 150e anniversaire 1806-1956, Belles Lettres de Lausanne, p. 535 (2192)
- Archives TSR